# (2646) Abetti
Pour les articles homonymes, voir Abetti.
(2646) Abetti est un astéroïde de la ceinture principale.

## Description
(2646) Abetti est un astéroïde de la ceinture principale. Il fut découvert le 13 mars 1977 à Naoutchnyï par Nikolaï Tchernykh. Il présente une orbite caractérisée par un demi-grand axe de 3,01 UA, une excentricité de 0,10 et une inclinaison de 9,7° par rapport à l'écliptique.